# Edouard Lambert
Edouard Lambert (Anseremme, 15 oktober 1816 - Dinant, 21 januari 1890) was een Belgisch volksvertegenwoordiger en burgemeester.

## Levensloop
Hij was een zoon van de brouwer Louis Lambert en van Marie Devigne. Hij trouwde met Zélie Meunier.
In 1838 promoveerde hij tot doctor in de rechten en vestigde hij zich als advocaat in Dinant. In 1848 werd hij pleitbezorger en bleef dit tot in 1889.
Op lokaal vlak was hij gemeenteraadslid en schepen van Dinant (1861-1866) en burgemeester van Heer (1886-1887). Van 1855 tot 1866 was hij ook provincieraadslid.
In 1866 werd hij verkozen tot liberaal volksvertegenwoordiger voor het arrondissement Philippeville en oefende dit mandaat uit tot in 1870.